# Fairuz
Fairuz (in arabo فيروز‎?, Fayrūz, ossia turchese), pseudonimo di Nouhad Haddad (in arabo نهاد حداد‎?, Nuhād Ḥaddād; Jabal Al-Arz, 20 novembre 1935), è una cantante libanese, conosciuta anche con il soprannome di Nostra ambasciatrice presso le stelle (سفيرتنا إلى النجوم, safīratnā ’ilā l-nuǧūm). Rappresenta, insieme alla cantante egiziana Umm Kulthum, il nome di maggior rilievo della musica araba nel XX secolo.
Durante le sue tournée internazionali, Fairuz ha cantato in sale da concerto e teatri quali la Royal Albert Hall di Londra, l'Olympia di Parigi, la Carnegie Hall di New York, la MGM Grand Garden Arena di Las Vegas, oltre che nei festival di Baalbek e Beiteddine, in Libano.
Tra i testi delle canzoni di Fairuz vi sono romantiche storie d'amore (talora contrastate, talora a lieto fine) e argomenti di carattere patriottico, nei quali si esprime la nostalgia per la vita rurale e l'amore per il proprio paese. Considerata dal pubblico un'icona della musica araba, Fairuz ha pienamente assunto il suo ruolo politico, facendosi portavoce, attraverso le sue canzoni, della sinistra del movimento panarabo e della causa palestinese.

## Biografia

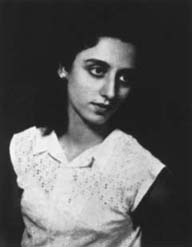
Fairuz nel 1946

Nasce a Jabal Al-Arz il 20 novembre 1935 col nome di Nouhad Haddad in una famiglia cristiana ortodossa siriaca. Il padre, Wadi Haddad, originario della città di Mardin, oggi in Turchia, si era stabilito in Libano dopo aver sposato Lisa al-Bustani, libanese di fede cristiana maronita, un matrimonio da cui sarebbe nata la futura cantante.

### Primi anni
La famiglia si è trasferita a Beirut, nel quartiere di Zuqaq al-Blatt. Nouhad cresce nell'ambiente culturale della capitale, seguendo corsi al Conservatorio e distinguendosi come interprete radiofonica sin dalla giovane età. Seguita dal direttore musicale della radio libanese, Halim El Roumi (il padre della cantante Majida El Roumi), Nouhad  - ormai conosciuta come Fairouz - incontra i fratelli Rahbani, Assi e Mansour, anch'essi impegnati come musicisti in radio. Inizia il sodalizio affettivo e artistico con Assi Rahbani (لعاصي الرحباني, al-ʿĀṣī al-Raḥbānī), poi divenuto suo marito, e col cognato Mansour (منصور الرحباني, Manṣūr al-Raḥbānī), che ha portato a un'ampia produzione musicale, in cui le doti vocali di Fairouz vengono sostenute da una innovativa miscela di linguaggi musicali propri della tradizione araba del Levante con linguaggi e strumenti appartenenti alla cultura musicale europea.
I fratelli Rahbani compongono per la sua voce e Itab, scritta da Assi, diventa rapidamente un successo in tutto il mondo arabo all'inizio degli anni Cinquanta. Il 23 gennaio 1955, Assi e Fairouz si sposano. Quegli anni sono molto proficui per Fairouz, che tocca diversi generi musicali, con una tendenza verso la modernità e la musica occidentale. La musica dei fratelli Rahbani segue l'evoluzione della cantante, producendo sia composizioni sinfoniche che musica popolare, come il tango o la musica sudamericana. Questo gusto per le contaminazioni musicali non viene accolta con favore da buona parte del pubblico e della critica, abituati alle lunghe languide e monotone melodie romantiche egiziane accompagnate da musica tradizionale in voga allora.

### Il successo a Baalbek

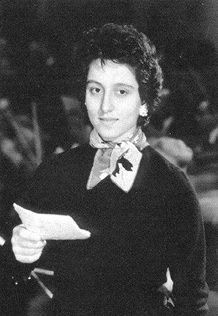
Fairuz nel 1957

Ciononostante, lo stile dei fratelli Rahbani s'impone poco a poco e, nel 1957, il comitato del recentemente fondato festival internazionale di Baalbek chiede ai fratelli Rahani di preparare una "serata libanese" che facesse scoprire agli astanti (principalmente degli ospiti stranieri e dei libanesi crecsciuti in ambito occidentalizzato) la musica ed i balli tradizionali del Libano, dato che nell'unica edizione precedente erano stati presentati spettacoli musicali e tragedie greche. È l'occasione per Fairouz di apparine nel primo grande concerto e di riscuotere un successo su scala internazionale. Nel 1959, Fairouz si ripresenta al festival di Baalbek come osite principale delle serate di musica libanese, davanti ad un pubblico numeroso.
In quegli anni recita anche in commedie musicali e si esibisce in spettacoli in tutto il paese. La rappresentazione del 1961 a Baalbek supera tutte le altre: nel 1957 lo spettacolo era costituito da una serie di quadri senza un reale legame fra di essi e nel 1959 era stata rappresentata una commedia in un solo atto, Al' Mouhakama (Il processo); la commedia musicale scritta dai fratelli Rahbani per lo spettacolo del 1961 intitolata Al Ballbakieh (la donna di Baalbek) è in quattro atti. Tratta della storia di una giovane fanciulla dalla voce seducente, universale ed eterna che gli dei vorrebbero portare con loro prima di lasciare il sito di Baalbek. Fairouz canta sia melodie andaluse dai toni arabeggianti che arie di musica classica in pieno stile occidentale, come la celebre Ode a Baalbek. Portato a Londra e in Sudamerica, lo spettacolo, che nel frattempo ha acquistato sonorità ancora più occidentali, non è ricevuto bene dalla critica - soprattutto da quella britannica.
Nel anni successivi, i fratelli Rahbani sviluppano, nelle commedie musicali scritte per Fairouz, la connessione fra la mitologia del passato del paese con lo spirito nazionale del Libano moderno, un legame che viene impersonato dalla cantante stessa. Jisr el Kamar, commedia in due atti, vede Fairouz impersona una ragazza amaliata dagli djinn che tenta di riconciliare due villaggi straziati dalla prima guerra civile libanese. La musica dei fratelli Rahbani si fa sempre più espressiva e drammatica nei pezzi cantati dal coro, mentre è più lirica nei brani di Fairouz. Nel 1963, con Allayl wa'l Kandil (La notte della lanterna) rappresentata all'occidentalissimo teatro del Casinò di Beirut, quest'evoluzione si farà più marcata ancora. Nel 1966, Fairouz ritorna coi fratelli Rahbani al festival di Baalbek con un'opera storica Ayyam Fakhreddine (Al tempo di Faccardino), dove Fairouz impersona la coscienza d'un popolo che aspetta che il suo sovrano lo protegga e ne facci un paese indipendente (Faccardino fu un principe libanese del XVII secolo che si oppose agli Ottomani). Le commedie musicali si basano su un copione ormai rodato: una piccola comunità di montagna, unita malgrado le sue divisioni, si trova ad affrontare un problema sociale o politico, il personaggio interpretato da Fairouz generalmente risolve la situazione, accompagnando la storia verso il lieto fine.

### Dal Piccadilly a Carnegie Hall

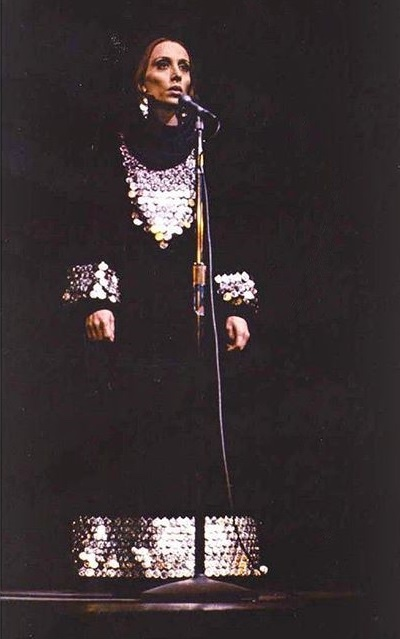
Fairuz in concerto nel 1971

Fino al 1966, Fairouz non si era mai esibita a lungo nella capitale Beirut; è quindi nel 1967 che viene invitata assieme ai Rahbani ad esibirsi nel nuovo teatro Piccadilly, fondato ad Hamra, il quartiere intellettuale e cosmopolita della città. Montano Hala wel Malik (Hala e il Re), una commedia musicale dove i tratti recitati sono ridotti al minimo. Il successo è immediato e lo spettacolo viene replicato nell'estate al festival dei Cedri e in autunno alla fiera internazionale di Damasco, suggellando il riconoscimento di un teatro libanese nazionale creato dai fratelli Rahbani e del quale Fairouz è la stella.
La prima apparizione cinematografica di Fairouz era avvenuta nel 1965, con l'adattamento del lavoro Bayya'a el khawatim (I mercante di anelli), presentato l'anno prima al festival dei Cedri. La seconda produzione cinematografica dei fratelli Rahbani data del 1967, Safar barlik (L'esilio), ed è ambientata nel 1914, quando la resistenza libanese si opponeva strenuamente all'occupazione ottomana. Segue un altro film, diretto come il precedente da Henri Barakat: Bint el hariss (La figlia della guardia), in un registro più leggero, tratta le questioni delicate della disoccupazione e dell'adulterio in un piccolo villaggio, dove nulla può rimanere celato a lungo.
Il 1967 segna anche la fine della "dolce vita" libanese, con la sconfitta dell'esercito arabo contro Israele. L'innocenza dei villaggi libanesi idealizzati dei lavori dei fratelli Rahbani passa di moda e la visione idilliaca portata dal teatro libanese si trova sconfessata dalle conseguenze della guerra.
Il cambiamento di stile segnato dal cambiamento della società è marcato da Fairouz nel 1968, quando la cantante decide di non esibirsi in Libano ed è in Siria che canta la prima di Ash-shakhs (Sua Eccellenza), la prima parte di una trilogia satirica dei fratelli Rahbani sulla burocrazia e la politica dei regimi nati dai continui colpi di stato nei paesi arabi all'epoca, la trilogia si concluderà con Yaiche Yaiche (Lunga vita a Sua Maestà) e Sahh Ennom (Ben svegliato!) nel 1970.  Ash-shakhs viene rappresentata per quasi tre mesi consecutivi l'anno successivo al Piccadilly. L'estate i fratelli Rahbani presentano una commedia musicale dai toni epici, Jibal As-sawan (Le montagne di Selce), dove spronano il popolo a resistere all'oppressore mentre il finale, dove l'eroe Gherbeh muore da martire, marca le memorie.
Gli anni Settanta sono fra i più prolifici per i fratelli Rahbani e fortunati musicalmente per Fairouz, con la sua voce all'apice delle sue potenzialità. Il 1970 è molto prolifico per i fratelli Rahbani, sia con la conclusione della trilogia politica iniziata con Ash-shakhs, che con la rappresentazione di Sahh En-nom in Siria, una commedia musicale che si ispira molto al teatro dell'assurdo, dove mostrano un governatore che dorme sempre ed un popolo che patisce di conseguenza. Segue, nel 1971, un'altra commedia musicale:  Nass min Warak (Gente di carta) che mette in scena una troupe di commedianti capeggiati da Maria (Fairouz). La prima di Nass min Warak avvenne alla Fiera Internazionale di Damasco e andò in tour in prestigiose sale del Nordamerica (prima delle quali, la Carnegie Hall di New York), prima di arrivare al Piccadilly di Beirut nell'inverno 1972. L'estate dello stesso anno, i fratelli Rahbani avevano presentato al festival di Baalbeck e poi a Damasco, assieme a Fairouz, la commedia nera Natourit al Mafatih (La guardiana delle chiavi), dove un popolo oppresso sceglie di fuggire dal reame di Sira, mentre Zad el khayr (interpretata da Fairouz) rimane sola a fronteggiare il tiranno. Questo tour de force strema il gruppo: a fine stagione Fairouz viene internata in una clinica a Beirut, mentre qualche giorno dopo Assi Rahbani soffre di un'emorragia cerebrale potenzialmente fatale e per la quale subisce diversi interventi a Parigi, dove è trasportato nel jet privato del presidente siriano Hafiz el Assad.

### Malattia di Assi Rahbani e separazione

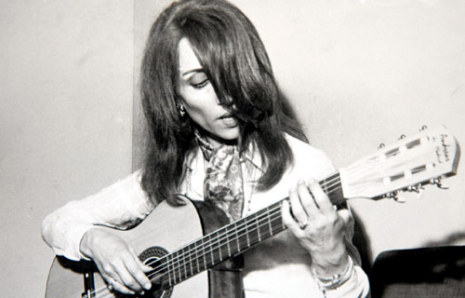
Fairuz suona la chitarra

Assi Rahbani soffre di perdite di memoria e si ristabilisce lentamente. Compone Layali el chimal el hazini (Le notti tristi) per Fairouz che la canta in apertura della commedia musicale Al-mahatta (La stazione), che va in scena al teatro Piccadilly nel febbraio 1973, ma per la prima volta Assi rimane assente dal teatro mentre suo figlio minore Elias Rahbani prende la direzione dell'orchestra. Al-mahatta è la storia di una giovane straniera che convince un intero villaggio che un treno passerà a breve per portarli "verso nord" e verso la felicità e vede il primo componimento di Ziad Rahbani: Sa'alouni en-nas (Mi chiedono di te), dedicata al padre Assi Rahbani, sempre in ospedale in Francia.
Nell'estate 1973, Ziad compone la sua seconda canzone per sua madre, Eddaysh kan fi nass (C'era tanta gente), per lo spettacolo di varietà a Baalbeck, Qasidet Hobb (Poema d'amore). Nel 1974, i fratelli Rahbani riprendono con la commedia musicale Loulou al Piccadilly. Il 13 aprile 1975, scoppia la guerra civile in Libano mentre i fratelli Rahbani e Fairouz rappresentavano uno spettacolo al Piccadilly che vedeva due famiglie in guerra e che prendono Zayyoun (Fairouz) come giudice; l'ouverture del primo atto è anche uno dei componimenti più riusciti di Ziad Rahbani.
Continuano le rappresentazioni del connubio Fairouz-Rahbani: un varietà è montato per la Fiera Internazionale di Damasco nel 1976 e la prima di Petra è messa in scena l'anno successivo nel teatro romano di Amman in occasione dell'ascesa al trono di re Hussein; la commedia musicale a sfondo storico verrà in seguito portata in tournée a Damasco, al Casino du Liban e al Piccadilly. Petra costituisce l'ultimo lavoro che unisce Fairouz ai fratelli Rahbani: la separazione avviene gradualmente, nel 1978, Fairouz presenta ancora un concerto al London Palladium assieme ai Rahbani ed è l'anno successivo, all'Olympia di Parigi, che avviene l'ultimo concerto di Fairouz sotto la direzione di Assi Rahbani. La loro collaborazione artistica e la loro vita in comune termina poco dopo.

### La collaborazione con Ziad Rahbani
È durante lo stesso anno 1979, nel quale Fairouz si separa artisticamente dai fratelli Rahbani, che pubblica il primo album dove tutti i pezzi sono composti da Ziad Rahbani, suo figlio. L'album Wahdoun (Soli) rappresenta una svolta nella carriera della cantante: vi interpreta per la prima volta melodie dagli arrangiamenti jazz. Il pubblico, abituato ai testi romantici dei fratelli Rahbani, rimane sorpreso dai pezzi espliciti e fitti di umorismo nero di Ziad Rahbani. Nel 1986, Fairouz si esibisce, accompagnata da suo figlio al piano, al Royal Festival Hall di Londra, presentando nuovi arrangiamenti dei brani che l'avevano resa famosa. Assi Rahbani muore il 21 giugno dello stesso anno.
Il secondo album del connubio madre-figlio, Maarefti fik (Il nostro incontro), appare molto dopo il primo, nel 1987. Ziad presenta dei brani molto diversi stilisticamente fra di loro, passando da atmosfere orientali nello stile del padre e dello zio, al jazz (soprattutto nel brano che dà il titolo all'album, Ma'erefti fik).  Lo stile del padre e dello zio sono definitivamente lasciati alle spalle. Nel 1988, Ziad Rahbani e Fairouz sono in un mega-concerto al Palazzo Omnisport di Parigi-Bercy, durante il quale il ministro francese della cultura Jack Lang la nomina commendatore dell'ordine delle arti e delle lettere. Fairouz riceverà da Jacques Chirac la Legion d'onore dieci anni più tardi, nel 1998 a Beirut.
Il 1991 vede l'uscita del terzo album della coppia Fairouz e Ziad Rahbani:  Kifak enta? (Come va?). Come gli album precedenti,  Kifak enta? venne molto criticato dai conservatori, sia per i suoi testi troppo moderni e impudici (nella canzone che dà il nome all'album, Fairouz dichiara il suo amore ad un uomo già sposato), che per l'eterogeneità delle influenze musicali. Fairouz non ha cantato in pubblico nel suo Libano natale dal 1977: è il 17 settembre 1994 che si produce in un grande concerto nel centro di Beirut con 50.000 spettatori e per la prima volta dalla fine della guerra civile. Nel 1995, Ziad Rahbani et Fairouz pubblicano un album omaggio ad Assi Rahbani, Ila Assi (Ad Assi), che comprende 19 canzoni di Fairouz e dei fratelli Rahbani. L'album successivo appare quattro anni dopo, nel 1999, Mish Kayen Hayk Tkoun (Sei veramente cambiato), con pezzi di Ziad Rahbani e del siriano Mohammed Mohsen.
L'anno 2000 segna il vero ritorno sulle scene di Fairouz. Il concerto del 1994 era necessariamente un misto di nostalgia e ricordi, mentre l'apparizione del 1998 al festival de Baalbeck  (che aveva ripreso nel 1997) era stata un'antologia dei suoi successi cantati in playback, malgrado l'avviso contrario di suo figlio Ziad. Nell'agosto del 2000, Fairouz arriva al festival di Beiteddine accompagnata da Ziad Rahbani e da un'orchestra, l'orchestra sinfonica di Erevan, composta da musicisti armeni, francesi, siriani, olandesi e libanesi, diretta dall'armeno Karen Durgaryan, che l'accompagnerà ormai in ogni suo concerto. Fanno tre concerti, il cui programma include vecchi successi riarrangiati, fra cui La inta habibi (Non sei più il mio amore), e nuovi brani come Sabah w massa (Mattina e sera). L'anno successivo, Fairouz e la sua orchestra replicano il successo sempre a Beiteddine. Il concerto del 2000 esce come album live, mentre nel gennaio del 2002 viene pubblicato il nuovo album: Wala kif (Ne come). Lo stesso anno, Fairouz ritorna a Beiteddine con un'orchestra ridotta ed una serie di retrospettive, ma nel 2003 presenta, allo stesso festival, con l'orchestra al completo e accompagnata al piano da Ziad Rahbani.
Nel 2006, Ziad aveva preparato con Fairouz un ammodernamento della commedia dei fratelli Rahbani  Sahh ennom (Buongiorno) del 1970 per il festival di Baalbek, ma l'invasione israeliana del sud del Libano, iniziata proprio il giorno della prima, costringe l'annullamento del festival; la commedia sarà rappresentata al BIEL di Beirut solo nel dicembre del 2006. La tournée di Sahh ennom porta Fairouz all'Opera House di Damasco, il 28 gennaio 2008, dopo 20 anni di assenza dal paese e nell'occasione di una serie di eventi previsti dall'UNESCO per la designazione di Damasco come Capitale della Cultura Araba per quell'anno. Anche se le rappresentazioni ebbero un successo enorme. Fayrouz venne criticata in Libano per aver recitato per una nazione ostile (il Libano aveva sofferto l'occupazione siriana per vari decenni).
Di ritorno sulle scene libanesi, Fairuz presenta il suo nuovo album Eh fi amal (La speranza fa vivere),  con due concerti al BIEL di Beirut i 7 e 8 ottobre 2010. L'album è prodotto in collaborazione con Ziad e contiene 12 pezzi, di cui 8 inediti. Il 26 giugno 2011 si produce in un concerto al Théâtre Royale Carré, per la prima volta ad Amsterdam, nel quadro del Holland Festival. Nel mese di dicembre dello stesso anno, dà cinque concerti nel nuovo centro polivalente Platea, al nord di Beirut.

## Discografia
1959: Songs from Baalbek
1960: Fayrouz
Sing with the Stars of Lebanon
Damascus International Festival
1961: Albaalbakiya
Fayrouz in Sentimental Mood
1962: Good Friday Eastern Sacred Song (ripubblicato nel 1964, 1967 e 1981)
Jesr Elqamar - Pont de la Lune, Vol. I and II
Jesr Elqamar- Pont de la Lune, Highlights
1963: The Night and the Lantern: Highlights
1964: Rings For Sale (Complete Recording)
The Bracelet
1965: Christmas Hymns
1966: Andaloussiyat
Fayrouz - Damascus Festival 1966
1967: Safarbarlek Film Score
The Days of Fakhr Eddine
Bint El-Hariss Highlights
1969: Ash Shakhs, Vol. I, II, III
1970: Fayrouz - Jibal As-Sawan, Vol. I
Fayrouz - Jibal As-Sawan, Vol. II
Fayrouz - Jabal As-Sawan, Vol. III
Jibal As-Sawan, Highlights
Ash Shakhs, Highlights-Special Review
Sah Annom Douhle Album
Ya'Eesh Ya'Eesh, Vol. I, II, III
Ya'Eesh Ya'Eesh Highlights
1971: Fayrouz-Greatest Hits
Ten Years of Success-"Oughniyat Chaet"
Dabke, Vol. I
Gens de Papier, Highlights
Reminiscing with Fayrouz
Fayrouz in San Francisco live recording
Fayrouz - Nass Men Warak, Vol. I
Fayrouz - Nass Men Warak, Vol. II
Fayrouz - Nass Men Warak, Vol. III
Fayrouz at the Piccadilly
Highlights: The Days of Fakhr Eddine, Vols. I, II, III
Sanarjiou
Fayrouz and the Lebanese Popular Group
Jerusalem in My Heart
Fayrouz - Ten Years of Success, Vol II
Oriental Evening with Fayrouz and Wadi al-Safi
Fayrouz in America
1972: Soirée Avec Fayrouz
Baalbeck and Damascus Festival 1972 -La Gardienne des Cles, Vol. I
Baalbeck and Damascus Festival 1972 -La Gardienne des Cles, Vol. II
Baalbeck Festival 1972 -La Gardienne des Cles, Highlights
Mais El Rim, Highlights
Mais El Rim Double Album
1973: Dabke, Vol. II
Fayrouz and Sabah - Folk Songs and Dances From Lebanon (Sabah - Wadi El Safi - Zaki Nassif - Nasri Shamsedine)
Al Mahatta, Vol. I, II, III
Al Mahatta, Highlights
Poeme d'Amour, Vol. I, II, III
Poeme d'Amour, Variétés Musicales
Poeme d'Amour, Highlights
1974: Dabke, Vol. III Fayrouz and Sabah - Folk Songs and Dances From Lebanon
Bessaha Tlakayna, Vol. III
Aboul Mijana, Vol. III
Return of the Soldiers
Loulou, Vol. I, II, III
Fayrouz Sings the Hits of Loulou
Loulou, Highlights - Double Album
1975: Mais El Rim, Vol. I, II, III
1976: B'Hebbak Ya Loubnan
1977: Petra, Vol. I, II, III
The Very Best of Fayrouz
1978: Fayrouz in London
Fayrouz - Ten Years of Success, Vol. II
Fayrouz - Ten Years of Success, Vol. III
1979: The Music of Fayrouz Operatas
Le Liban à l'Olympia: Fairouz in Concert at the Olympia-Paris, Vol I, II, III
Fayrouz - Ten Years of Success, Vol. IV
Wahdon
Lebanon Forever
1980: Dahab Ayloul
Soiree Avec Fayrouz, Vol. II
1991: Maarefti Feek
Keefak Inta
1995: Ila Assi
1999: Mish Kayen Haik Tkoun
2000: Wala Keef
Live at Beiteddine 2000

## Opere musicali
- 1962: جسر القمر (Jisr al-qamar, "Il ponte della luna")
- 1963: الليل والقنديل (Al-laīl wa'l-qandīl, "La notte e la lanterna")
- 1964: بياع الخواتم (Bayyāʿ al-ḫawatim, "Il venditore di anelli")
- 1967: هالة والملك (Hāla wa al-malik, "Hala e il re")
- 1967: أيام فخر الدين (Ayyām Faḫr al-Dīn, "I giorni di Fakhreddine")
- 1968: الشخص (Al-šaḫṣ, "La persona")
- 1970: جبال الصوان (Jibāl al-ṣawwān, "I monti di granito")
- 1970: يعيش يعيش (Yaʿaīš yaʿaīš, "Viva, viva!")
- 1971: صح النوم (Ṣaḥ al-nawm, "Svegliati dormiglione")
- 1972: ناس من ورق (Nās min waraq, "Gente di carta")
- 1972: ناطورة المفاتيح (Nāṭūrah al-mafātīḥ, "La guardiana delle chiavi")
- 1973: المحطة (Al-maḥaṭṭah, "La stazione")
- 1973: ﻗﺼﻴﺪﺓ ﺣﺏ (Qaṣīdah ḥub, "Componimento d'amore")
- 1974: لولو (Loulou)
- 1975: ميس الريم (Mays al-rīm, "L'incedere della gazzella")
- 1976: بترا (Batrā, "Petra")

## Filmografia
Attrice
- Safar barlek, regia di Henry Barakat (1966)
- Bint El-Hares, regia di Henry Barakat (1968)
- Biya el-Khawatim, regia di Youssef Chahine (1973)
- Fairuz, we hielden zoveel van mekaar, regia di Jack Janssen (2003) - documentario